# Dendrobium deltatum
Dendrobium deltatum är en orkidéart som beskrevs av Gunnar Seidenfaden. Dendrobium deltatum ingår i släktet Dendrobium, och familjen orkidéer.
Artens utbredningsområde är Thailand. Inga underarter finns listade i Catalogue of Life.